# A Revolução de Maio
A Revolução de Maio é uma longa-metragem portuguesa, realizada por António Lopes Ribeiro, no ano de 1937.
Trata-se do mais emblemático - e, muito provavelmente, o único - filme de propaganda ideológica feito pelo salazarismo: nele, a personagem principal, um homem com inclinações comunistas, apaixona-se por uma senhora bastante afecta à ideologia implementada pelo 28 de Maio. Desenrola-se então uma espécie de luta de bem contra o mal, i.e., das ideias do salazarismo contra as do comunismo. No fim, o homem acaba por abandonar os seus antigos pontos de vista e abraçar a causa de Salazar.
O filme foi financiado pelo Secretariado de Propaganda Nacional de António Ferro.

## Elenco
- Maria Clara - Maria Clara
- Emília D'Oliveira - Julia, a mãe
- Alexandre de Azevedo - Chefe Moreira
- Antonio Martínez - César Valente / Manuel Fernandes
- Clemente Pinto - Marques
- Francisco Ribeiro - Barata
- Rosita Serrano - Ela mesma